# Another Future
Another Future è il nono album studio dei Rockets, pubblicato nel 1992. Alain Groetzinger, batterista del gruppo fino al 1983, ha contribuito scrivendo la musica del brano Mme De Bourgeois.
Dal punto di vista musicale, si presenta come un inedito mix di musica elettronica, funky e rap, ed è l'ultimo disco al quale hanno partecipato il chitarrista Alain Maratrat (il membro fondatore che ha militato più a lungo nella band) e Sal Solo.

## Tracce
1. Another Future – 3:48
2. On The Road Again – 4:52
3. Jimi – 4:27
4. Sampling Machine (Electric Delight) – 4:17
5. I Don't Know What I'm Talking About – 3:43
6. Mme De Bourgeois – 4:12
7. Wake Up – 4:39
8. Don't Talk Of Love – 4:49
9. Dancing – 3:56
10. When We Are Divided – 4:11
11. Galactica – 4:24
12. Countdown – 5:06

## Formazione
- Sal Solo - voce
- Alain Maratrat - chitarra, tastiere e voce
- Fabrice Quagliotti - tastiere

## Musicisti di supporto
- Nick Beggs – basso
- Herve Koster – batteria
- Mike "Clip" Payne – percussioni, voce